# Ocotea otuzcensis
Ocotea otuzcensis är en lagerväxtart som beskrevs av Otto Christian Schmidt. Ocotea otuzcensis ingår i släktet Ocotea och familjen lagerväxter. Inga underarter finns listade i Catalogue of Life.